# Joachim Scholz (Politiker)

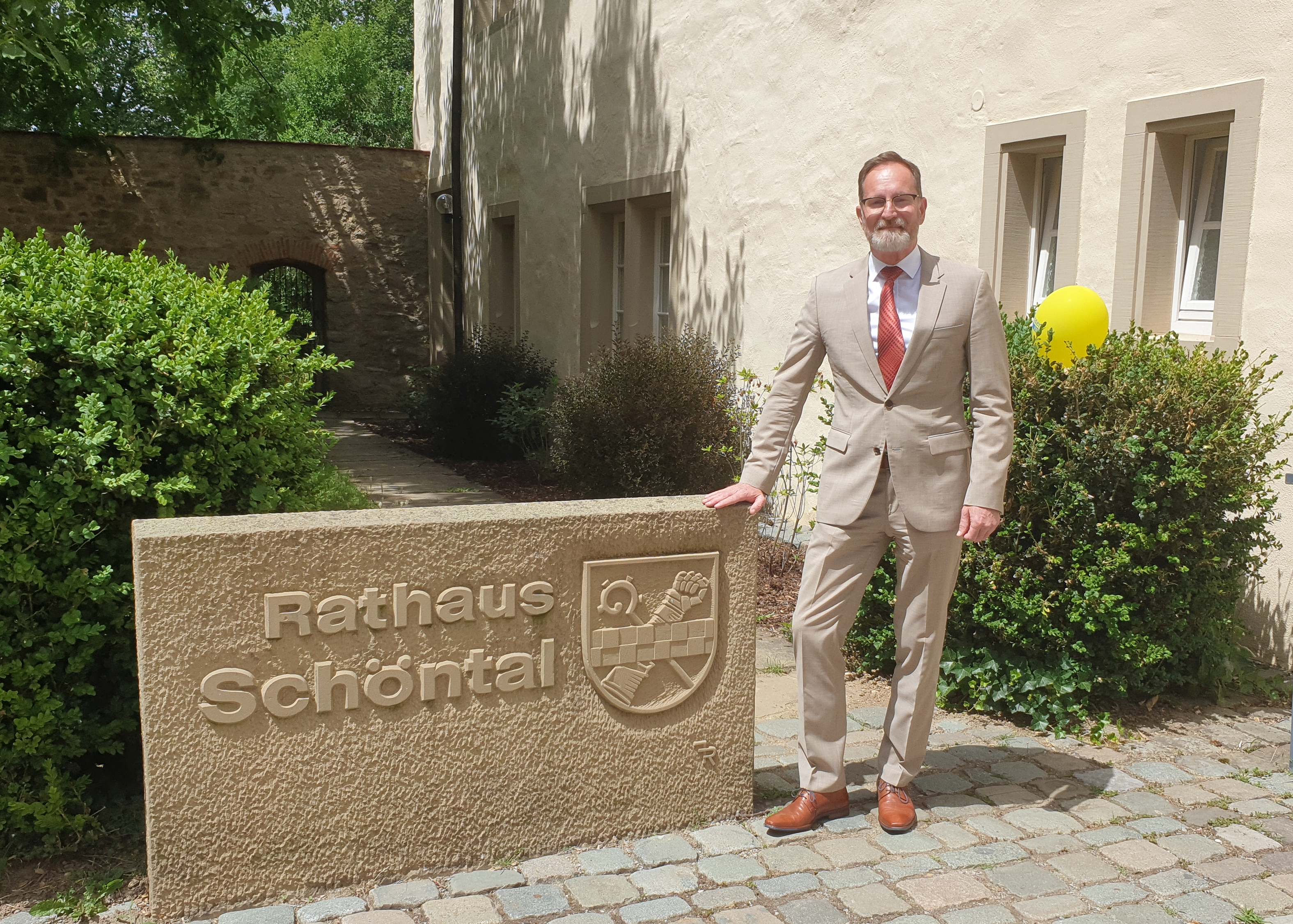
Joachim Scholz vor dem Rathaus Schöntal (2022)

Joachim Scholz (* 21. Juli 1962 in Stuttgart) ist ein deutscher Kommunalpolitiker (CDU). Von 2008 bis 2016 war Scholz Oberbürgermeister der 27.000 Einwohner zählenden Stadt Neckarsulm im Landkreis Heilbronn, Baden-Württemberg, zuvor war er zwölf Jahre Bürgermeister der Stadt Steinheim an der Murr im benachbarten Landkreis Ludwigsburg. Seit 2020 ist Joachim Scholz Bürgermeister der Gemeinde Schöntal im Hohenlohekreis.

## Leben
Scholz wuchs in Stuttgart und in Kirchberg an der Jagst auf. Am dortigen Internats-Gymnasium Schloss-Schule Kirchberg war er Schülersprecher und gehörte dem Internatsrat an. Nach dem Abitur an der Schloss-Schule erwarb er den Grad eines Diplom-Verwaltungswirts.
1993 bis 1996 leitete er das Hauptamt der Stadt Bad Wimpfen, im selben Jahr wurde er zum Bürgermeister der Stadt Steinheim an der Murr gewählt, 2004 wiedergewählt. Von 2004 bis 2008 saß er für die Freien Wähler im Kreistag des Landkreises Ludwigsburg. Seiner Kandidatur bei den Oberbürgermeisterwahlen in Schorndorf 2006 war kein Erfolg beschieden, Scholz scheiterte knapp im zweiten Wahlgang.
Für die Oberbürgermeisterwahl 2008 in Neckarsulm, bei der Amtsinhaber Volker Blust nicht mehr antrat, suchte die Neckarsulmer CDU einen Kandidaten und trat auf den damals parteilosen Scholz zu, der zusagte und mit Unterstützung der CDU, der FDP, der Freien Wähler und der Grünen kandidierte. Beim ersten Wahlgang am 27. Juli 2008 siegte Scholz mit 58,8 % der Stimmen; sein wichtigster Kontrahent, der Neckarsulmer Bürgermeister Klaus Grabbe (SPD), kam auf 34,2 %. Am 28. Oktober 2008 trat Scholz sein Amt an. Bei der nächsten Neckarsulmer Oberbürgermeisterwahl am 18. September 2016 wurde Joachim Scholz nicht wiedergewählt, sein Nachfolger als Neckarsulmer Bürgermeister wurde am 31. Oktober 2016 Steffen Hertwig (SPD). Eine Woche nach der gescheiterten Wiederwahl trat Scholz in die CDU ein.
2017 machte sich Scholz mit einer Beratungsgesellschaft selbständig, saß nach wie vor für die CDU-Fraktion im Kreistag des Landkreises Heilbronn und unterrichtete an der Hochschule für öffentliche Verwaltung und Finanzen Ludwigsburg. Er war zudem von 2014 bis 2024 Verbandsvorsitzender des Region Heilbronn-Franken. Bei der Bürgermeisterwahl in Schöntal am 10. Mai 2020 trat Scholz als Kandidat an und wurde mit 71,5 % aller Stimmen für eine Amtszeit von acht Jahren gewählt. Im Oktober 2021 legte Scholz sein Mandat als Mitglied des Kreistages nieder.
Im Vorfeld der Landtagswahl in Baden-Württemberg 2026 bewarb sich Scholz innerhalb der CDU um die Kandidatur im Landtagswahlkreis Hohenlohe, konnte sich jedoch nicht durchsetzen.
Scholz ist verheiratet und hat zwei Söhne.